# Weifang
Ne doit pas être confondu avec Weiyang ou Weigang.
Weifang (chinois : 潍坊市 ; pinyin : wéifāng shì) est une ville-préfecture du centre de la province du Shandong en Chine.

## Économie
En 2005, le PIB total a été de 147,1 milliards de yuans, et le PIB par habitant de 17 279 yuans.

## Culture
Tous les ans, au moins d'avril, a lieu à Weifang, le plus grand rassemblement international de cerf-volant.

## Subdivisions administratives
La ville-préfecture de Weifang exerce sa juridiction sur douze subdivisions - quatre districts, six villes-districts et deux xian :
- le district de Weicheng - 潍城区 Wéichéng Qū ;
- le district de Hanting - 寒亭区 Hántíng Qū ;
- le district de Fangzi - 坊子区 Fāngzi Qū ;
- le district de Kuiwen - 奎文区 Kuíwén Qū ;
- la ville-district d'Anqiu - 安丘市 Ānqiū Shì ;
- la ville-district de Changyi - 昌邑市 Chāngyì Shì ;
- la ville-district de Gaomi - 高密市 Gāomì Shì ;
- la ville-district de Qingzhou - 青州市 Qīngzhōu Shì ;
- la ville-district de Zhucheng - 诸城市 Zhūchéng Shì ;
- la ville-district de Shouguang - 寿光市 Shòuguāng Shì ;
- le xian de Linqu - 临朐县 Línqú Xiàn ;
- le xian de Changle - 昌乐县 Chānglè Xiàn.